# Dobi-II
Le Dobi-II était un avion de reconnaissance militaire, construit en Lituanie en 1922 par le pilote et ingénieur aéronautique Jurgis Dobkevičius.